# Пустаи, Пал
Пал Пустаи (венг. Pusztai Pál; 4 сентября 1919, Будапешт, Венгерская Республика — 11 сентября 1970, Дубровник, СР Хорватия, Югославия) — венгерский художник-карикатурист. Известен как создатель комиксов Юцика (венг. Jucika).

## Биография
Родился 4 сентября 1919 года. 
Свои рисунки начал делать ещё когда работал офицером Венгерских государственных железных дорог. В частности, делал плакаты для общественных служб. Позже переключился на рекламную графику. В 1955 году опубликовал свои первые газетные карикатуры, демонстрируя отличительные черты стиля. Ясный, понятный и хорошо продуманный стиль рисования Пуштаи сделал его одним из самых значительных венгерских художников этого жанра. С 1959 года работал постоянным художником в журнале Ludas Matyi, где создал серию комиксов на военную тематику под названием Iván és Joe (с венг. — «Иван и Джо»), в которых фигурировали два персонажа — советский и американский солдаты. В соответствии с симпатизирующей коммунистам Венгрией, Иван изображался как более мудрый и благоразумный из двоих. В своих работах часто подписывался как Pusztai. Как художник-график рисовал рекламные плакаты, открытки, календари и иллюстрации к книгам и журналам.
Но наибольшую известную Пал получил благодаря комиксу-стрипу Jucika (1957–1970) о часто оказывающейся в рискованных ситуациях и безвыходных положениях молодой и независимой женщине, в котором зачастую использовался несвойственный другим карикатурам и комиксам Венгрии и других стран социалистического лагеря сексуальный подтекст. Первоначально малоизвестный комикс, в основном не выходивший за пределы Венгрии как во времена коммунистического правления, так и после, приобрел международный культ в конце 2010-х годов после того, как серия вызвала новый интерес на многочисленных интернет-имиджбордах и в Twitter. Онлайн-популярность комикса вдохновила на создание booru в ноябре 2019 года для архивирования фанатских изображений главного персонажа.
Скончался 11 сентября 1970 года в возрасте 51 года от сердечного приступа во время поездки в Дубровник.